# Thomas Dooley
Thomas Dooley   (Bechhofen, 12 de maig de 1961) és un exfutbolista estatunidenc de la dècada de 1990.
Fou jugador, entre d'altres de FC Homburg, 1. FC Kaiserslautern, Bayer Leverkusen i FC Schalke 04.
Fou 81 cops internacional amb la selecció dels Estats Units.
Trajectòria com a entrenador:
- 2002-2003: 1. FC Saarbrücken
- 2011-2012:  Estats Units (assistent)[5]
- 2014-2018:  Filipines[4]

## Referències

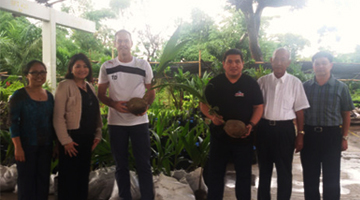
Thomas Dooley (centre esquerra) amb Filipines.